# Коройсинмертін
Коройсинмертін (рум. Coroisânmărtin) — село у повіті Муреш в Румунії. Адміністративний центр комуни Коройсинмертін.
Село розташоване на відстані 248 км на північний захід від Бухареста, 15 км на південь від Тиргу-Муреша, 86 км на південний схід від Клуж-Напоки, 114 км на північний захід від Брашова.

## Населення
За даними перепису населення 2002 року у селі проживали 395 осіб.
Національний склад населення села:
| Національність | Кількість осіб | Відсоток |
| -------------- | -------------- | -------- |
| румуни         | 166            | 42,0%    |
| угорці         | 147            | 37,2%    |
| цигани         | 82             | 20,8%    |

Рідною мовою назвали:
| Мова      | Кількість осіб | Відсоток |
| --------- | -------------- | -------- |
| угорська  | 203            | 51,4%    |
| румунська | 173            | 43,8%    |
| циганська | 19             | 4,8%     |